# Tridontomus loomisi
Tridontomus loomisi är en mångfotingart som beskrevs av Shear 1977. Tridontomus loomisi ingår i släktet Tridontomus, och familjen Tridontomidae. Inga underarter finns listade i Catalogue of Life.